# Schondorf am Ammersee
Schondorf am Ammersee è un comune tedesco di 3 897 abitanti, situato nel land della Baviera.

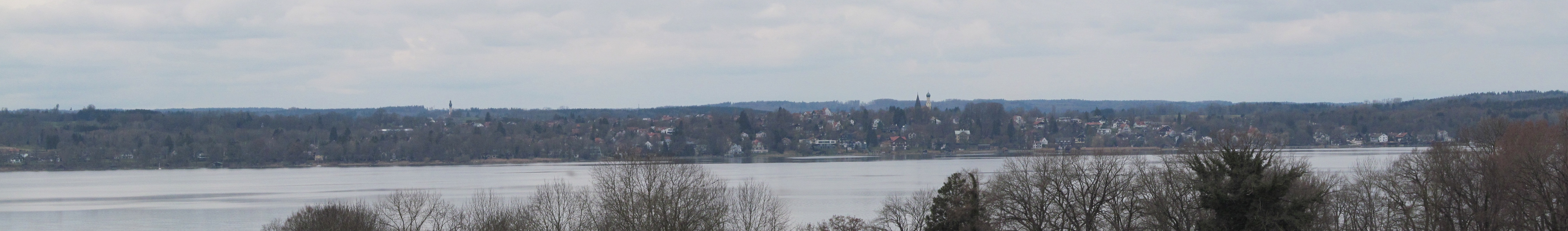
Foto panoramica di Schondorf, vista da est